# Antonio Maria Vassallo

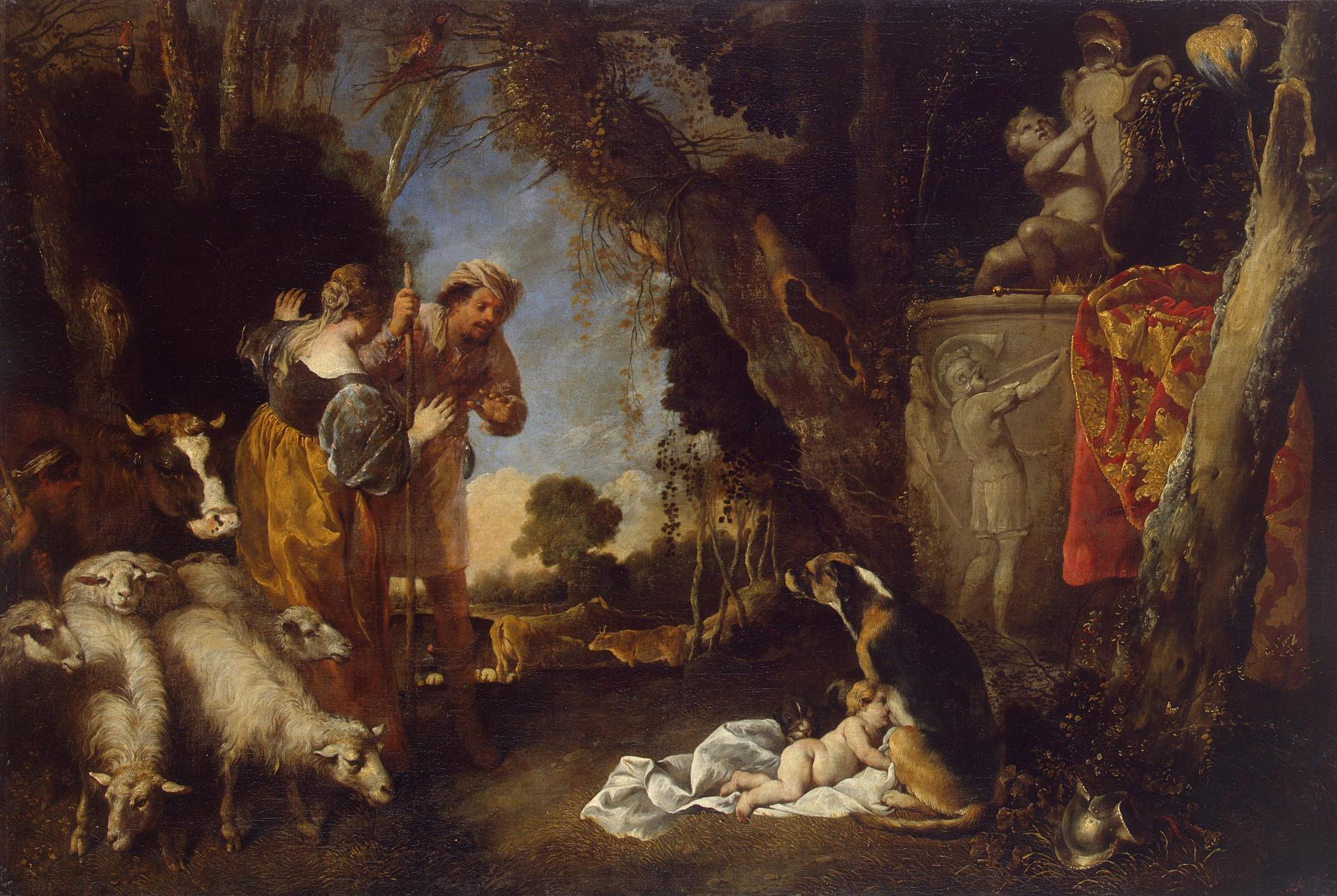
L'enfance du roi Cyrus.

Antonio Maria Vassallo  (né vers 1620 à Gênes en Ligurie et mort à Milan entre 1664 et 1673)  est un peintre italien baroque de l'école génoise au XVIIe siècle.

## Biographie
Antonio Maria Vassallo a été un peintre baroque actif principalement adeptes des scènes de  peinture rustique pastorales, mythologiques de natures mortes et d'animaux.
Sa vie est mal documentée et les informations émanent principalement du biographe génois Raffaele Soprani (1612-1672).
Antonio Maria Vassallo a d'abord fait son apprentissage auprès de Vincenzo Malo (v.1605-v. 1650), un artiste flamand qui avait étudié avec David Teniers le vieux et Rubens. Vassallo semble avoir été influencé par ses collègues génois Sinibaldo Scorza et Giovanni Benedetto Castiglione.
Son plus proche disciple  est Giovanni Agostino Cassana (v.1658-1720).

## Œuvres
- Saint-François et trois saintes (1648), église de San Gerolamo, Quarto, maintenant à la galerie Palazzo Bianco, Gênes.

Sainte Rosalie en gloire, Anton Maria Vassallo, 1626-1650 1651-1675, huile sur toile, musée des Augustins, Toulouse

- Martyre de Saint Marcello Mastrilli (1664), Couvent de Carignano.
- L'enfance du roi Cyrus, Musée de l'Ermitage, Saint-Pétersbourg, Russie.
- Orphée charmant les animaux, musée Pouchkine, Moscou.
- La constatation de Cyrus, Musée de l'Ermitage, Saint-Pétersbourg.
- Sainte Rosalie en gloire, 1626-1650/ 1651-1675, huile sur toile, Musée des Augustins, Toulouse[1]
- Le renard dans la basse-cour,
- La Flagellation du Christ,

## Sources
1. ↑  Hémery Axel, La peinture italienne au Musée des Augustins: catalogue raisonné, 2003 (lire en ligne)

- (en) Cet article est partiellement ou en totalité issu de l’article de Wikipédia en anglais intitulé « Antonio Maria Vassallo » (voir la liste des auteurs).